# Namling
Namling lub Nanmulin (tyb. རྣམ་གླིང་རྫོང་།, Wylie: rnam gling rdzong, ZWPY: Namling Zong; chiń. upr. 南木林县; pinyin Nánmùlín Xiàn) – powiat we południowej części Tybetańskiego Regionu Autonomicznego, w prefekturze Xigazê. W 1999 roku powiat liczył 71 994 mieszkańców.